# Gulen
Gulen è un comune norvegese della contea di Vestland.